# Maria Wonenburger
María Josefa Wonenburger Planells (Oleiros, 17 luglio 1927 – La Coruña, 14 giugno 2014) è stata una matematica spagnola.
È stata la prima spagnola a ottenere il programma Fulbright per gli studi di dottorato in matematica.

## Biografia
Il padre di Wonenburger era di origini alsaziane e la famiglia di sua madre era della Valencia. Aveva una passione per la matematica fin dalla giovane età, anche se i suoi genitori volevano che studiasse ingegneria in modo da poterli aiutare nell'attività familiare, la fonderia. Dopo aver completato gli studi universitari all'Universidad Central de Madrid, ora nota come Università Complutense di Madrid, i suoi studi la portarono all'Università di Yale dove ha completato il suo dottorato di ricerca nel 1957 sotto Nathan Jacobson. Tornò in Spagna tre anni dopo, dove ottenne una borsa di studio presso l'Istitute de Matemáticas Jorge Juan del CSIC. Si trasferì poi in Canada, insegnando in diverse università: in questo periodo ebbe tra i suoi dottorandi anche Robert Moody. Nel 1966 si spostò negli Stati Uniti per insegnare all'Università di Buffalo e l'anno successivo, nel 1967, divenne professoressa presso l'Università dell'Indiana, dove rimase fino al 1983. A causa della malattia di sua madre, tornò a La Coruña nel 1983 e rimase lontana dal mondo accademico, ad eccezione di una sporadica collaborazione con istituzioni come l'AGAPEMA. 
La sua ricerca si concentrò principalmente sulla teoria dei gruppi e sulla teoria delle algebre di Lie; studiò il gruppo ortogonale e gruppo proiettivo corrispondente. Diresse otto tesi di dottorato; oltre a Moody, seguì Stephen Berman, Bette Warren, Edward George Gibson e Richard Lawrence Marcuson.